# サンドン・ストール
サンドン・フレデリック・ストール（Sandon Frederick Stolle, 1970年7月13日 - ）は、オーストラリア・ニューサウスウェールズ州シドニー市出身の男子プロテニス選手。。当地の往年の名選手フレッド・ストールの息子で、ダブルスのスペシャリストとして活動し、1998年全米オープン男子ダブルスでシリル・スークと組んで優勝した。4大大会男子ダブルスでは、他に3度の準優勝がある。自己最高ランキングはシングルス50位、ダブルス2位。ATPツアーでシングルスの優勝はなかったが (準優勝1度)、ダブルスで22勝を挙げた。
サンドンは6歳の時から、父親のフレッドにテニスを習い始めた。テレビ解説者になった父親は、息子に「お前が大きくなったら、テレビでお前の試合の解説をしたいと思う」と口癖のように話していたという。サンドンはアメリカ合衆国テキサス州フォートワースにあるテキサスクリスチャン大学で、2年間マーケティングとビジネスを専攻した後、1991年からプロテニス選手になった。1991年ウィンブルドン選手権で、サンドンは大会初出場で2回戦に進出し、センターコートでジョン・マッケンローと対戦した。父親のフレッドがこの試合のテレビ解説を担当し、ストール親子はここで夢を実現させた。1992年10月、台北市での大会のダブルスでジョン・フィッツジェラルドとペアを組み、男子ツアーでダブルス初優勝を果たす。1993年1月のNSWオープン男子ダブルスでは、同じ年のジェイソン・ストルテンバーグと組んで2勝目を挙げた。間もなく、サンドンはダブルスの分野で躍進を始める。
1994年にサンドンは男子ツアーでダブルス3勝を挙げたが、3月末に大阪での大会でマルティン・ダムと組んだ優勝もあった。1994年後半から1995年にかけて、彼はアレックス・オブライエンと組んで大半のトーナメントに出場した。1995年全米オープン男子ダブルスで、サンドンとオブライエンは初めて4大大会の決勝に進出する。この決勝戦ではウッディーズに3-6, 3-6のストレートで敗れ、準優勝に終わった。サンドンとオブライエンは、同年10月中旬のセイコー・スーパー・テニスにも出場し、準決勝でパトリック・マッケンロー/ヤコブ・ラセク組に敗れた。
1996年6月、サンドンはウィンブルドン選手権の前哨戦の1つノッティンガム・オープンでシングルス決勝戦に進出したが、ヤン・シーメリンクに3-6, 6-7で敗れ、初優勝を逃した。彼のツアー経歴を通じて、これが唯一のシングルス決勝戦進出となる。彼の4大大会シングルス成績は、全豪オープン・全仏オープン・全米オープンは2回戦止まりだったが、ウィンブルドン選手権で1992年・1996年・1997年の3度3回戦進出があり、芝コートのウィンブルドンとはシングルスでも相性が良かった。
1997年から1998年の2年間、サンドンは大半のトーナメントでシリル・スークとペアを組んだ。サンドンとスークは、1998年全米オープン男子ダブルスで初優勝を飾った。サンドンにとっては、1995年以来3年ぶり2度目の全米ダブルス決勝戦だった。2人はダニエル・ネスター/マーク・ノールズ組に4-6, 7-6, 6-2の逆転勝利を収めた。サンドンの父親フレッド・ストールは、全米選手権（現全米オープン）で1966年男子シングルス優勝、1965年・1966年・1969年の3度男子ダブルス優勝がある。全米オープンの男子ダブルスで、ストール家は親子2代で優勝を飾った。
その後、サンドンは1999年にウェイン・ブラック、2000年はポール・ハーフースや、オーストラリアの後輩選手レイトン・ヒューイットなどとペアを組んだ。1999年ウィンブルドン選手権2回戦でゴラン・イワニセビッチに敗れた試合を最後に、サンドンはシングルスから撤退し、以後の活動をダブルスのみに絞った。2000年はハーフースとのコンビで好成績が多く、全仏オープンとウィンブルドン選手権の男子ダブルスで決勝に進出したが、両大会とも同じオーストラリアのウッディーズに連敗して準優勝になった。全仏オープンとウィンブルドンでは、サンドンは親子2代優勝の夢を果たせなかった。2001年3月5日付で、サンドンはATPツアーでダブルスランキング2位に入り、この年にツアーで年間5勝を記録した。2002年10月、エルステ・バンク・オープンで同じオーストラリアのジョシュア・イーグルと組み、決勝でイジー・ノバク/ラデク・ステパネク組を6-4, 6-3で破った勝利が、サンドンの現役最後となる22勝目の優勝。2003年全豪オープン男子ダブルス1回戦敗退を最後に32歳で現役を引退。引退後はテニスコーチとして活動し、2007年9月から「オーストラリア・スポーツ研究所」のテニスコーチに指名された。

## 4大大会ダブルス成績
- 全仏オープン　男子ダブルス準優勝1度：2000年
- ウィンブルドン　男子ダブルス準優勝1度：2000年
- 全米オープン　男子ダブルス：1勝（1998年）／同部門準優勝1度：1995年